# ریجوی (ویرجینیای غربی)

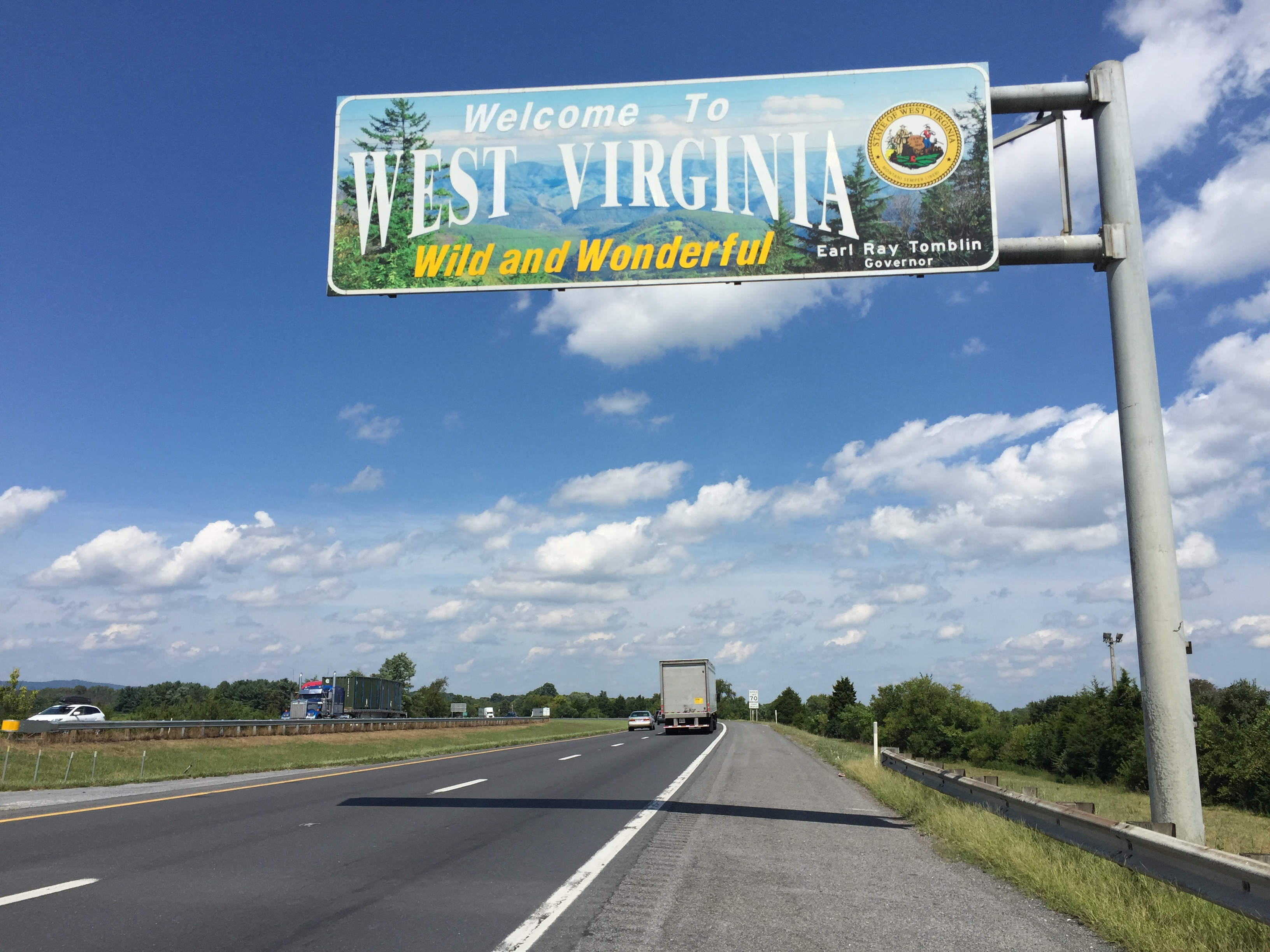
ریجوی، ویرجینیای غرب

ریجوی (به انگلیسی: Ridgeway) یک منطقهٔ مسکونی در ایالات متحده آمریکا است که در شهرستان برکلی، ویرجینیای غربی واقع شده‌است. ریجوی ۱۸۱٫۹۷ متر بالاتر از سطح دریا واقع شده‌است.